# Buick GL6
El Buick GL6 es una minivan más compacta que su hermano mayor, el GL8 desarrollada por General Motors bajo su firma Buick centrada exclusivamente en el mercado chinés. Su precio empezaría en 25 000 dólares. El motor disponible es un LTG I4 de 2.0 litros.
Cabe destacar que comparte la misma plataforma y diseño que el modelo de la ex-firma de GM, el Opel Zafira, con las diferencias que el modelo de Buick tiene modificada el frontal, añadiendo una nueva parrilla, grupos ópticos y paragolpes. El interior se mantiene prácticamente a excepción de que el de la firma americana tiene cortinillas en las ventanas y climatización independiente trasera.